# Wojciech Zenderowski
Wojciech Leon Zenderowski (ur. 11 kwietnia 1947 w Byczynie na Śląsku Opolskim) – polski publicysta, samorządowiec oraz autor monografii biograficznych i historycznych.

## Życiorys
Po ukończeniu Technikum Leśnego w Białowieży w 1966 roku, podjął pracę w leśnictwie Borek w Nadleśnictwie Wipsowo. W latach 1974–1980 pracował w Przedsiębiorstwie Obróbki Drewna przy Zakładzie Karnym w Barczewie. W 1980 roku został funkcjonariuszem Zakładu Karnego w Barczewie, gdzie pracował do emerytury.
W jego dorobku autorskim istotne miejsce zajmują monografie historyczne, a także biografie osobistości ziemi barczewskiej. Opracował i wydał w 2010 roku biografię kompozytora Feliksa Nowowiejskiego, który urodził się w 1877 w Wartemborku (obecnie Barczewo). Znany jest jako kronikarz, historyk oraz publicysta tematycznie związany z ziemią barczewską. Był pomysłodawcą Kapituły Barczewianin Roku oraz współzałożycielem Stowarzyszenia Społeczno-Kulturalnego „Ziemia Barczewska”. Przez pierwsze trzy lata był współorganizatorem I Ogólnokrajowego, a później Międzynarodowego Festiwalu Muzyki Chóralnej im. Feliksa Nowowiejskiego w Barczewie, za co został wyróżniony wpisem do Honorowej Księgi Dokonań Miasta Barczewa.
Od 1991 roku współpracował z Nowinami Barczewskimi, a od 1999 jest współredaktorem Wiadomości Barczewskich. W listopadzie 2010 był kandydatem na radnego z listy Platformy Obywatelskiej do Rady Miejskiej w Barczewie. W roku 2014 przekazał dla Instytutu Pamięci Narodowej więzienne notatki niemieckiego zbrodniarza wojennego Ericha Kocha.
W roku 2008 Prezydent Rzeczypospolitej Polskiej nadał Wojciechowi Zenderowskiemu Srebrny Krzyż Zasługi.

## Odznaczenia i wyróżnienia
- Wyróżniony wpisem do Honorowej Księgi Dokonań Miasta Barczewa
- 2008: Srebrny Krzyż Zasługi
- 2009: Barczewianin Roku

## Publikacje
- Róże dla Wiewiórzanki. Agencja Wydawnicza JDS, Olsztyn 2000, ISBN 83-87589-05-4.
- Folder. Barczewo. 2001.
- Ludzie Ziemi Barczewskiej. Słownik Biograficzny. Agencja Wydawnicza JDS, Olsztyn 2003, ISBN 83-87589-07-1
- z Janem Chłostą: Ruś nad Łyną. Agencja WIT, Olsztyn 2004, ISBN 83-89741-15-6.
- Dwudziestolecie. Agencja Wydawnicza JDS, Olsztyn 2004. ISBN 83-87589-06-3
- Barczewo. Nie tylko historia Związku. 2009. ISBN 978-83-928787-1-1
- Osobowości Barczewa. Tadeusz Rynkiewicz. 2009, ISBN 978-83-928787-0-4.
- z Tadeuszem Rynkiewiczem: Barczewo w baśniach i legendach. 2009.
- z Mariolą Łukowską: Barczewo miasto wielu kultur. 2009.
- Barczewo. Miasto rodzinne Feliksa Nowowiejskiego. 2010, ISBN 978-83-929125-1-4.
- Dom na Małgorzatce. 2011. ISBN 978-83-928787-2-8
- Miasto z aniołami w herbie. Osobowości ziemi barczewskiej. 2013, ISBN 978-83-928787-3-5.
- Gmina Barczewo. Śladami historii. 2014, ISBN 978-83-929125-4-5.
- Miasto z aniołami w herbie. Historia Barczewa. cz. I., 2014. ISBN 978-83-928787-4-2.
- Miejscowości Gminy Barczewo. 2015. ISBN 978-83-928787-5-9